# Теорія споживання
Тео́рія спожива́ння — мікроекономічна теорія, що визначає основні властивості попиту споживачів в залежності від цін товарів і доходу (бюджету) споживача. Теорія опирається на припущенні, що споживач завжди вибирає найкращий споживчий набір, який може собі дозволити. Поняття «може собі дозволити» формалізується за допомогою бюджетного обмеження. Математична модель, що дозволяє ввести порівняння споживчих наборів, необхідне для визначення поняття «найкращий споживчий набір» — це відношення переваги. Відношення переваги може бути представлене функцією корисності.
Функція корисності та бюджетне обмеження дозволяють сформулювати основну задачу теорії споживання — задачу максималізації корисності. Розв'язок цієї задачі — функція попиту Маршалла або функція попиту Вальраса ставить у відповідність кожній парі (ціни, бюджет) оптимальний споживчий кошик. Функція попиту Вальраса дозволяє, зокрема, отримати функції Енгеля, функції попиту, функції перехресного попиту.

## Дивись також
- Бюджетне обмеження
- Вибір споживача
- Домогосподарство
- Відношення переваги
- Гранична корисність
- Задача максималізації корисності
- Корисність
- Криві байдужості
- Парадокс цінності
- Рівняння Слуцького
- Функція попиту Маршалла
- Функція корисності